# Никловичи
Никловичи (укр. Никловичі) — село в Рудковской городской общине Самборского района Львовской области Украины.
Население по переписи 2001 года составляло 616 человек. Население по данным 2025 года составляет 405 человек. Занимает площадь 12,057 км². Почтовый индекс — 81430. Телефонный код — 3236.